# 宝来 (さいたま市)
宝来（ほうらい）は、埼玉県さいたま市西区の大字。郵便番号は331-0074。

## 地理
さいたま市西区北西部の古荒川（かつての入間川）が作り出した沖積平野（荒川低地）上に位置する南北に長い平坦な区域である。地内には古荒川によってできた南北に延びる自然堤防も見られる。地区外の東域には大宮台地（指扇支台）の崖線が南北に延びる。中央を宝来川が南北に流れ、南側は滝沼川が東西に流れ下り、西側には荒川の河川区域を隔てる堤防が南北に築かれていて、それにすぐ東側に平行するように西堀川が流れる。
東側を大字峰岸や大字指扇領辻や大字指扇領別所、南側を大字指扇や土屋や大字西遊馬、北側を上尾市大字平方や大字西貝塚と接する。また、西側はかつて指扇地区に属する大字の入会地や流作場由来の飛地郡を隔てた向う側に川越市大字古谷上がある。北西側に離れた場所に周囲を上尾市および川越市に囲まれたさいたま市の飛地で、大字宝来に属する大きく纏まった飛地があり、その中央を上尾中堀川、西端を荒川が流れる。地内の荒川堤防ではさいたま築堤事業によって、堤防のかさ上げ工事が実施されている。
土地利用としては北部は市街化調整区域であり、ごみ処理場などの公共施設や住宅などが混在する耕地整理された水田の割合が多い農地で、国道16号や滝沼川を隔てた南部は市街化区域に指定され、指扇駅に近く都市化しており、専ら住宅地となっている。堤外地（河川敷）に位置する飛地では農地のほか、運動公園やゴルフ場などのレクレーション施設として利用されている。地内にかつての内囲堤の跡が道路として見て取れる。

### 地価
住宅地の地価は2019年（平成31年）1月1日の公示地価によれば大字宝来字上横手1457-9の地点で11万9000円/m2となっている。

## 歴史
もとは江戸期より存在した武蔵国足立郡指扇領に属する上宝来村および下宝来村で、古くは中世末期頃より見出せる橘荘に属していたと云われている。現在の大字宝来の上宝来村は北半分、下宝来村は南半分に相当する。また、古くは寛永〜正保期（1624年〜1648年）頃は一帯は宝来野（ほうらいや）と称される原野で、宝来野には差扇（指扇）領の13ヶ村入会の秣場があった。宝来は蓬莱とも記されていた。
1682年（天和2年）指扇領の領主である山内豊前守が荒川の岸際に水除堤を築き、宝来野を開墾して上宝来村・下宝来村を村立てた。文政期（1818年〜1831年）には流域沿いに宝来野の残部の原野が存在していた。村高は正保年間の『武蔵田園簿』では宝来村として野高106石余、『元禄郷帳』では上宝来村では155石余、下宝来村では483石余、『天保郷帳』では上宝来村では158石余、下宝来村では492石余であった。助郷は両村とも中山道上尾宿に出役していたが幕末は大宮宿にも出役していた。化政期の戸数は上宝来村は15軒、下宝来村は62軒で、村の規模は上宝来村は東西20町、南北10町、下宝来村は東西3町、南北20町余であった。
村名は新村を村立てた際、その前途を祝す意味を込めて名付けたという（瑞祥地名）。
荒川に近く東は大宮台地に挟まれた低地に属する地域で、享保・寛保・宝暦・明和・天明年間に大水が発生して田が冠水するなど、古くから水害の常襲地帯であった。
荒川の水防のための荒川水除堤が設けられていたが、台地縁から流入する水の排水の障害にもなり、悪水堀の開削や悪水吐圦樋（樋管）が水除堤に複数設けられていた。
- はじめは両村とも知行は旗本山内氏、1689年（元禄2年）より幕府領、以降変遷なし[11][12]。検地は1694年（元禄7年）に実施。荒川沿いに上宝来村の下谷原入会地や、下宝来村の下谷原・千石原・広野・広谷・八百野などに流作場があり、検地は1744年（延享元年）に実施[11][12]。
- 1828年（文政11年）より両村とも大宮宿寄場55か村組合に所属していた[11][12]。
- 1868年（慶応4年）6月19日 - 武蔵知県事・山田政則（忍藩士）の管轄となる。
- 1869年（明治2年） 
  - 1月13日 - 武蔵知県事・宮原忠英の管轄区域に大宮県を設置、同県の管轄となる。県庁は東京府馬喰町に置かれる。
  - 9月29日 - 県庁が浦和に置かれ浦和県に改称。
- 1871年（明治4年）11月13日 - 第1次府県統合により埼玉県の管轄となる。
- 1873年（明治6年）6月28日 - 学制の実施により、下宝来村の地内にある明現寺の跡地に宝来学校（現さいたま市立指扇小学校）が開校する[19]。なお、明現寺には江戸後期より寺子屋が開設されていた[12]。
- 1874年（明治7年）12月28日 - 上宝来村と下宝来村が合併し、宝来村となる[20][4]。
- 1879年（明治12年）3月17日 - 郡区町村編制法により成立した北足立郡に属す。郡役所は浦和宿に設置。
- 1884年（明治17年）7月14日 - 連合戸長役場制により成立した中釘村連合戸長役場区域に属す[21]。
- 1889年（明治22年）4月1日 - 町村制施行に伴い、指扇村・宝来村・峯岸村・内野本郷村・西新井村・中釘村・清河寺村・高木村・指扇領辻村・指扇領別所村が合併し、指扇村が成立[22]。指扇村の大字宝来となる[4]。

- 1907年（明治40年）8月 - 荒川の宝来堤で越水し洪水が発生、91戸中87戸の床上浸水や、田畑冠水の被害を出す[18][4][7]。
- 1910年（明治43年）8月 - 荒川の宝来堤が決壊（明治43年の大水害）、全戸が床上浸水し、17戸の家屋が流失、6戸が倒壊、8名の溺死者や640名の羅災者が発生するなど1907年の水害を上回る被害を出す[4]。
- 1940年（昭和15年）7月22日 - 日本国有鉄道（国鉄、現・東日本旅客鉄道〈JR東日本〉）川越線が開業し、地内に指扇駅が開設される。
- 1955年（昭和30年）1月1日 - 指扇村・植水村・馬宮村・片柳村・七里村・春岡村が大宮市に編入合併され[23]、大宮市の大字となる。
- 1971年（昭和44年）4月 - 地内に老人福祉センター西楽園（現・健康福祉センター西楽園）が開設される[24]
- 1973年（昭和48年）2月10日 - 地内にさしおうぎ幼稚園が開園する[25]
- 1996年（平成8年）7月5日 - 地内に健康福祉センター「西楽園」が開設される[26]
- 1998年（平成10年）10月 - 地内に西大宮バイパスが開通する[24]。
- 2001年（平成13年）5月1日 - 浦和市・大宮市・与野市が合併し、さいたま市が発足。同市の大字となる。
- 2003年（平成15年）4月1日 - さいたま市が政令指定都市に移行し、同市西区の大字となる。
- 2018年（平成27年）5月 - 指扇駅の橋上駅化に伴い北口が開設され、北口駅前広場が整備される[24]。
- 2018年（平成30年）4月 - さいたま市宝来グラウンド・ゴルフ場が開設される[24]。

### 宝来村に存在していた小字
- 北[27]
- 南
- 上
- 上仲田
- 下
- 根岸前
- 下仲田
- 槐（さいかち）
- 八反田
- 葭谷（よしや）
- 横手
- 一丁田

## 世帯数と人口
2019年（平成31年）1月1日時点の世帯数と人口は、以下のとおりである。
| 大字     | 世帯数    | 人口    |
| -------- | --------- | ------- |
| 大字宝来 | 1,796世帯 | 3,837人 |

## 小・中学校の学区
市立小・中学校に通う場合、学区（校区）は以下のとおりとなる。
| 区域               | 小学校                   | 中学校                 |
| ------------------ | ------------------------ | ---------------------- |
| 1 - 759、861 - 928 | さいたま市立指扇北小学校 | さいたま市立指扇中学校 |
| 760 - 860、929以降 | さいたま市立指扇小学校   | さいたま市立指扇中学校 |

## 交通
東日本旅客鉄道（JR東日本）川越線の指扇駅がある。

### 道路
- 国道16号 西大宮バイパス
  - 宝来インターチェンジ
- 埼玉県道57号さいたま鴻巣線 - 旧・県道井戸木中野林浦和線[5]
- 扇通り - 西大宮バイパスの北側を平行し、宝来インターチェンジに至る通り。
- 荒川サイクリングロード - 堤防の天端を通る[29]。

### バス
指扇駅北口方面からの路線バスが運行されている。
東武バスウエスト上尾営業所・東武バスウエスト大宮営業事務所
地区内は「宝来」、「下宝来」、「指扇駅北口」停留所が設置されている。
西武バス大宮営業所
地区内は「指扇駅」停留所が設置されている
さいたま市コミュニティバス・乗合タクシー
地区内はさいたま市民医療センターから川越線指扇駅を経由して同線西大宮駅に至る「西区コミュニティバス」（西区役所線）の路線が通り、「指扇駅」、「指扇別所」、「宝来指扇」、「指扇病院」停留所が設置されている。また、西区指扇地区乗合タクシー「あじさい号」の運行も平日限定で実施しており、地区内は「西楽園」、「宝来グラウンド・ゴルフ場」、「トワーム指扇北」、「共栄繊維」、「中宝来自治会館」、「指扇幼稚園」、「大宮ハイツ入口」、「指扇駅北口」。「ライフ前」、「やおかつ前」、「指扇病院」停留所が設置されている。

## 地域

### 寺社
かつては旧下宝来村に享保期創設の天台宗明現寺もあった。
- 八雲神社
- 宝来神明社 - 市指定有形文化財の「宝来神明社銅鏡」を所蔵していた。実物はさいたま市立博物館に展示[35]。
- 福寿庵百観音 - 市指定有形民俗文化財[36]
- 稲荷社 - 地内の荒川の堤防付近に二ヶ所所在する

### 公園・緑地
- 宝来運動公園（一部）
- 東京機器健康保険組合運動場（一部）
- 宝来公園
- 葭野公園 - あしや公園
- 宝来水路公園
- 下宝来児童遊園
- 中宝来公園
- 滝沼宝来広場
- 大宮石橋公園
- さいたま市宝来グラウンド・ゴルフ場[24]

### 施設など
地区の南部は指扇駅前に位置しており、その周辺を中心に多くの商業施設や民間施設が立地する。
- 指扇駅
- 大宮西警察署 指扇駅前交番
- 武蔵野銀行 指扇支店
- さいたま市 健康福祉センター 西楽園
- 西部環境センター - ごみ処理場
- さいたま市水道局北部配水場
- 指扇中継ポンプ場
- さしおうぎ幼稚園
- 埼玉自動車教習所
- 県営大宮宝来団地
- 穂積自治会館
- 中宝来自治会館
- 下宝来自治会館
- 大宮国際カントリークラブ - クラブハウスが立地。コースは一部が飛地に位置する。
- 指扇第一・第二横堤（荒川横堤）
- 滝沼川第一遊水地
- 滝沼川排水機場・大圦樋管
- 宝来樋管

## 出身人物
- 菅間勘太郎（埼玉県北足立郡指扇村長）
- 武笠庄太郎（旧姓・菅間、埼玉県北足立郡三橋村長、北足立郡会議員）[37][38]